# Running Wild
Running Wild és un dels pares de power metal, la banda va ser feta el 1976; sorgits a l'Alemanya a mitjans de la dècada de 1980 juntament amb Helloween, Rage, Grave Digger, etc. El grup s'ha instaurat en el metal mundial com el primer grup de "metal pirata", un concepte que van prendre amb el llançament de Under Jolly Roger el 1987 (abandonant així la imatge satànica que duien anteriorment).

## Història del grup
El 1976 Rolf "Rock'n'Rolf" Kasparek fundava juntament amb Uwe Bendig, Michael Hoffmann i Jörg Schwarz en Hamburg el grup Granite Heart. Hasche i Matthias Kaufmann tocaven en aquell temps junts en el grup "Grober Unfug" també a Hamburg.
El 1977, en Matthias ajuda a Granite Heart com a baixista, estaven en l'Emilie, allà en Matthias i Rolf es van conèixer també.
Des dels seus inicis, i durant els seus dos primers àlbums ("Gates to Purgatory"(1984) i "Branded And Exiled" (1985)) van ser ignorats, igual que molts grups de Heavy metal satànics a causa de la temàtica de bruixeria i espiritisme de les seves lletres. Durant aquest temps hi ha diversos canvis d'alineació; també van començar a créixer en popularitat i el nombre de fans va augmentar bastant.
El 1987 surt el que és considerat el seu àlbum insígnia, "Under Jolly Roger", que va tenir un gran èxit. Això comporta un canvi important en la imatge del grup, ja que abandonen els temes satànics i se centren en el tema històric, sobretot en el de la pirateria i batalles navals. Per això són considerats els creadors del "Metal Pirata". El seu estil musical en canvi es conserva, amb el predomini de les guitarres i una potent bateria.
En els seus posteriors àlbums es refina i intensifica el tema de la pirateria: "Port Royal" (1988), "Death Or Glory" (1989), "Blazon Stone" (1991) i "Pile Of Skulls" (1992). És una de les millors èpoques del grup, considerada "l'època daurada", també a causa de l'èxit que porten arrossegant del "Under Jolly Roger".
A partir d'inicis dels 90, els canvis d'alineació es fan més freqüents encara que no deixen que desitjar. Rolf s'envolta de bons músics, destacant el bateria Jörg Michael, Jens Becker i Thomas Smuszynski al baix i Thilo Hermann a la guitarra. Això converteix cada vegada més a Running Wild en un projecte en solitari de Rolf Kasparek.
Després del "Black Hand Inn" (1994), s'inicia una trilogia formada per "Masquerade" (1995), "The Rivalry"(1998) i "Victory" (2000), en la qual predomina la temàtica de la batalla entre el bé i el mal.
En 2002 surt "The Brotherhood", que malgrat els seus crítiques negatives es converteix un èxit de vendes. Li segueix "Rogues En Vogue" (2005). D'aquests àlbums, destaca igual que dels anteriors, el so clàssic de Running Wild, i la seva temàtica més variada. D'aquesta època destaca la incorporació de Peter Pichl al baix, Bernd Aufermann a les guitarres i més recentment Matthias Liebetruth a la bateria.
A l'abril de 2009, després de diversos anys d'inactivitat, Rock'n'Rolf anuncia la fi de Running Wild després de 30 anys d'història amb un concert final com a cap de cartell en el Wacken Open Air 2009. Això ha creat una mala reacció entre els fans, ja que les entrades ja estan esgotades, i els seus fans no podran veure la seva última actuació. No hi ha dubte que suposa una gran pèrdua per al panorama del Heavy metal europeu.

## Membres

### Membres actuals
- Rolf Kasparek (també anomenat Rock'N'Rolf) - Veu, guitarra
- Peter Jordan - Guitarra
- Peter Pichl - Baix
- Matthias "Metalmachine" Liebetruth - Bateria

### Antics membres
Guitarra
- Uwe Bendig (1976-84)
- Gerald "Preacher" Warnecke (1984-85)
- Michael "Majk Moti" Kupper (1985-90)
- Axel "Morgan" Kohlmorgen (X-Wild) (1990-93)
- Thilo Hermann (Grave Digger, ex-Holy Moses, ex-Faithful Breath, ex-Risk) (1994-01)
- Bernd Aufermann (Angel Dust) (2002-04)

Baix
- Jörg Schwarz (1976)
- Carsten David (1976-79)
- Matthias Kaufmann (1980-83)
- Stephan Boris (1984-87)
- Jens Becker (Grave Digger, X-Wild) (1987-92)
- Thomas "Bodo" Smuszynski (ex-U.D.O., ex-Darxon) (1992-02)

Bateria
- Michael Hoffmann (1976-82)
- Wolfgang "Hasche" Hagemann (1982-87)
- Stefan Schwarzmann (ex-Helloween, Paradox, ex-X-Wild, ex-Accept, ex-U.D.O., ex-Voice) (1987-88, 1992-93)
- Ian Finlay (ex-Justice, ex-Demon Pact) (1988-90)
- Jörg Michael (Stratovarius, ex-Saxon, Unleashed Power, ex-Axel Rudi Pell, ex-Avenger, ex-Rage, ex-Grave Digger, ex-Mekong Delta, ex-Tom Angelripper, ex-Headhunter) (1990, 1994-98)
- Rudiger "A.C." Dreffein (1990-92)
- Christos "Efti" Efthimiadis (1998-00)
- Angelo Sasso (2000-02)

## Discografia

### Àlbums d'estudi
- Gates to Purgatory (1984)
- Branded and Exiled (1985)
- Under Jolly Roger (1987)
- Port Royal (1988)
- Death or Glory (1989)
- Blazon Stone (1991)
- Pile of Skulls (1992)
- Black Hand Inn (1994)
- Masquerade (1995)
- The Rivalry (1998)
- Victory (2000)
- The Brotherhood (2002)
- Rogues en Vogue (2005)
- Shadowmaker (2012)
- Resilient (2013)
- Rapid Foray(2016)

### Àlbums en directe
- Ready for Boarding (1988)
- Live (2002)

### Compilacions
- The First Years of Piracy (1991)
- The Story of Jolly Roger (1998)
- 20 Years in History (2003)
- Best of Adrian (2006)

### Singles i EPs
- "Victim of States Power" (1984)
- "Bad to the Bone" (1989)
- "Wild Animal" (1990)
- "Little Big Horn" (1991)
- "Lead or Gold" (1992)
- "The Privateer" (1994)

### Split releases
- Death Metal (1984)

### Vídeos & DVDs
- Death or Glory Tour (VHS) (1990)
- Live (DVD) (2002)

### Versions de tribut
- The Revivalry - A Tribute to Running Wild (2005)
- Rough Diamonds - A Tribute to Running Wild (2005) (disponible com a descàrrega gratuïta des del web oficial)